# Séisme de 2023 à Jishishan

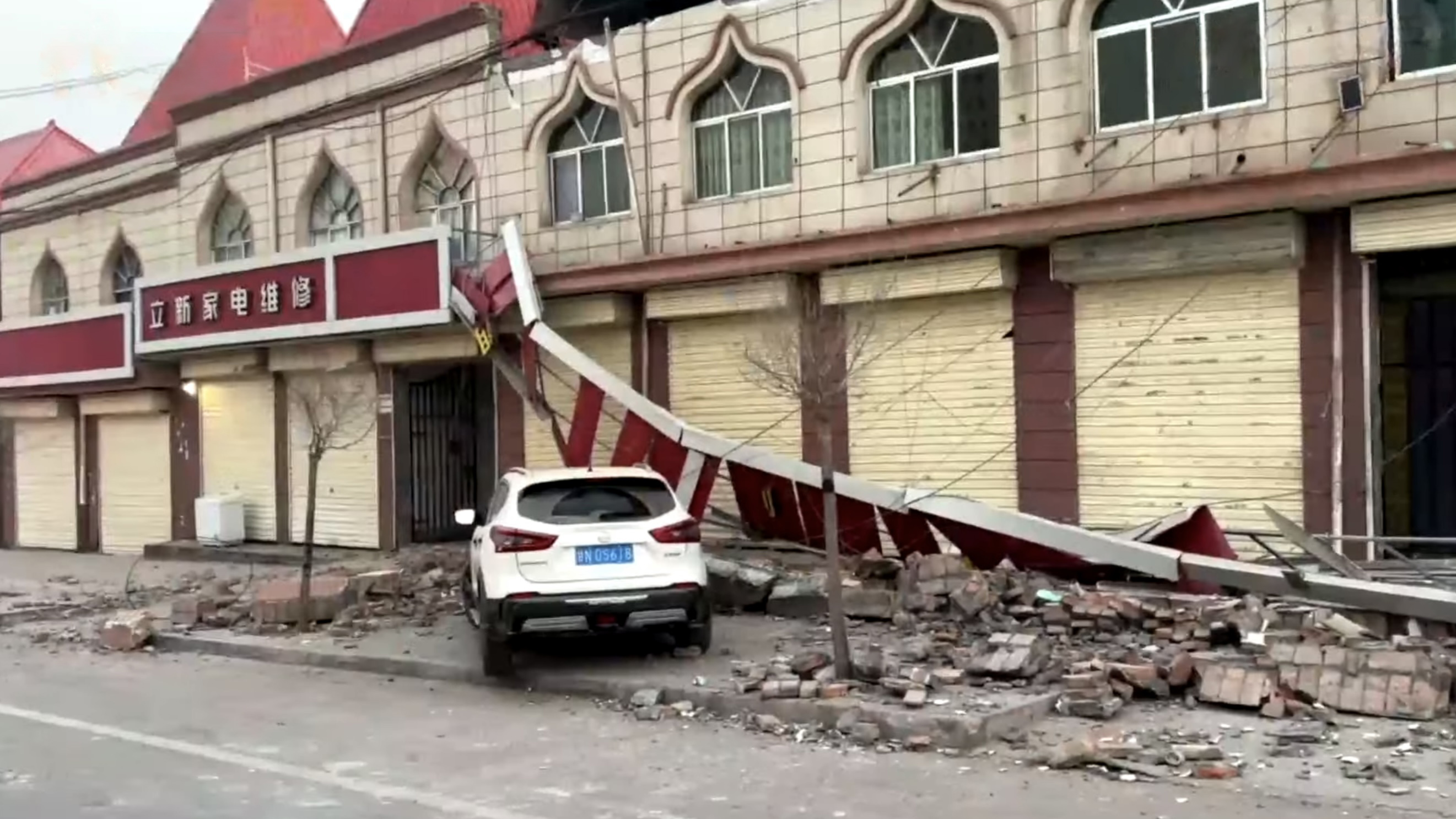

Le 18 décembre 2023 à 23 h 59 CST, un séisme d'une magnitude de 5,9 à 6,2 frappe le comté de Jishishan dans la province du Gansu en Chine. Il touche une zone densément peuplée à la frontière entre les provinces du Gansu et du Qinghai.

## Bilan
Au moins 148 personnes sont tuées, 982 autres sont blessées et 12 autres sont portées disparues dans les deux provinces. Cela en fait le tremblement de terre le plus meurtrier en Chine depuis le séisme de 2014 au Yunnan.

## Contexte tectonique
La chaîne du Jishishan se situe dans le segment le plus oriental des monts Qilian qui font partie de la marge nord du plateau tibétain. Le plateau est une zone épaissie de la croûte continentale formée à la suite de la collision en cours entre la plaque indienne et la plaque eurasiatique. Le plateau continue d'être poussé vers le nord, tout en s'étendant latéralement, provoquant le développement d'une combinaison de grandes failles de décrochement latéral gauche et d'une zone de failles de chevauchement. La chaîne de Jishi Shan, orientée nord-nord-ouest – sud-sud-est, est délimitée des deux côtés par des failles qui montrent à la fois des signes de chevauchement et de décrochement. D'après les observations GPS, la plus active de ces structures est la faille marginale orientale, avec des taux de déplacement estimés à environ un millimètre par an, tant pour le décrochement que pour le raccourcissement.

## Controverse
Fin décembre, un rapport de Radio Free Asia (RFA) documente un manque de soutien des autorités chinoises à de nombreux habitants laissés sans assistance en dehors de tentes. Des communautés locales et institutions religieuses, dont des monastères du Tibet fournissent ressources et aides essentielles à la population touchée. Des aristocrates tibétains et de personnalités d'affaires influentes au sein de la communauté tibétaine ont aussi aidé à fournir de la nourriture et des vêtements. Selon le rapport, les autorités chinoises ont arrêté 12 Tibétains pour avoir prétendument partagé des informations sur la situation du tremblement de terre avec des personnes extérieures à la région.